# Goodbye (singel)
Goodbye är den amerikanska R&B-sångerskan Kristinia DeBarges debutsingel från studioalbumet Exposed. Singeln släpptes på Itunes den 7 april 2009 och släpps som CD-singel den 10 augusti 2009. Sången innehåller delar av "Na Na Hey Hey Kiss Him Goodbye" av musikgruppen Steam.

## Listplaceringar
| Lista (2009)                      | Position |
| --------------------------------- | -------- |
| Australian Airplay Hot 100        | 41       |
| Canadian Hot 100                  | 15       |
| Sverigetopplistan                 | 36       |
| Billboard Hot 100                 | 15       |
| Billboard Pop 100                 | 11       |
| Billboard Hot Adult Top 40 Tracks | 27       |